# Verbális reprezentációk szerepe a numerikus képességek hátterében

## Verbális reprezentációk szerepe a numerikus képességek mögött

### Lehetséges reprezentációk
A numerikus képességek hátterében Stanislas Dehaene (1992) három reprezentációs modult feltételez. A szakirodalom ezt a modellt hármas kód modellnek nevezi. A modell alapján a numerikus képességek, számolás, számítás megértése mögött a következő három különböző megértési modul van:

#### Analóg mennyiség rendszer
Az analóg mennyiség rendszer, melyet a szemléletesség érdekében mentális számegyenesnek is neveznek, egy olyan reprezentációs rendszer, amelyben a jel annál „nagyobb”, minél nagyobb értéket képvisel a szám, analóg módon, ahogy a számegyeneseken vagy a vonalzókon is szerepelnek a számok. A következő matematikai műveletek tartoznak ide: mennyiségi összehasonlítás, közelítő számolás, kivonás.

#### Arab szám, vagy absztrakt helyi érték alapú rendszer
arab számok esetén ez a rendszer aktiválódik. Segítségével értjük meg a többjegyű számokkal való írásbeli műveleteket.

#### Verbális rendszer
verbális rendszer az információt hangok sorozataként tárolja, képes a pontos tárolására, ellenben az analóg mennyiség rendszerrel szemben nem képes az értékek összehasonlítására, hiszen két megjegyzett hangsorozat közül (pl a tizenkettő és a harminchárom) a számszerű értékek hiányában nem tudja megmondani, hogy melyik a nagyobb. A fenti rendszer eredménye például a szorzótábla ismerete, melyet verbálisan (magolással) kódolunk, de jó példa lehet még az egyjegyű számokkal összeadása (összeadástábla), hiszen azokat is hasonló módon tanulunk meg.

## A verbális rendszer működése

### Hosszú távú verbális numerikus ismeretek
Számos kísérlet bizonyítja, hogy numerikus ismereteink egy részét verbális formában tároljuk. Spelke & Tviskin, 2001. USA-ban tanuló orosz anyanyelvű diákokkal tesztelték a verbális kódolás szerepét. Kísérletükben közelítő (választási feladat a résztvevőnek egy művelet közül két helytelen válaszból kell kiválasztania, azt amelyik közelebb áll a helyes megoldáshoz, pl.: 45+63= 123 vagy 134, ez esetben a 123 lenne a helyes választás) és pontos matematikai műveleteket (kétjegyű számok összeadása, 6-os vagy 8-as számrendszerben való számolás) gyakoroltattak a diákokkal, majd azt vizsgálták, hogy a nyelvváltás, miként befolyásolja a teljesítményüket. A feladatokat minden esetben betűvel kiírva látták a kísérletben részt vevő diákok. A tanulási fázist követően a résztvevőknek, hasonló, vagy ugyanazokat a feladatokat kellett megoldaniuk a másik nyelven. Eredményül a kutatók azt kapták, hogy közelítő számolás esetén nem történt változás a diákok ugyanolyan jól teljesítettek, ellenben pontos számolás esetén nyelvváltáskor a diákok lelassultak . Ez azt jelentheti, hogy pontos számoláshoz a résztvevők nyelvi kódot alkalmaztak.

### Rövid távú verbális numerikus ismeretek
A verbális reprezentációt nem csak ismereteink hosszú távú elraktározása során alkalmazhatjuk, előfordulhat, hogy az információ rövidtávú tárolásában is szerepet játszik. A következőkben felsorolt kísérletek nagyban támaszkodnak a Baddeley-féle (2001) munkamemória modellre és annak fonológiai hurok komponensére.
Ma már klasszikusnak számító kísérlet a témában Ellis és Henneley (1980) munkája, melyben azt bizonyították, hogy a walesi számnevek kiejtésének ideje hosszabb, mint az angolé és ebből kifolyólag a walesi gyerekek számterjedelme kisebb. Matematikai szempontból a fenti eredmény úgy lehet, releváns, hogy a matematikai műveletek, részeredmények fejben tartását is a munkamemória végzi, azon belül is a fonológiai hurok. Kutatások bizonyítják, hogy a számok kiejtési ideje és a számterjedelem között található összefüggés, sőt ha valakinek rosszabb az emlékezeti terjedelme (gyengébb a fonológiai hurka) az a matematikai eredményeit is befolyásolhatja.

## A verbális rendszer különleges szerepe és kritikus tulajdonságai
Spelke és Tviskin (2001) elmélete alapján a nyelv egy különleges szerepet tölt be numerikus képességeink kapcsán. Véleményük alapján a nyelv, mint területfüggetlen modul (nem csak egy típusú információt reprezentál) és kompozicionális rendszer (segítségével különböző reprezentációk kombinálhatóak) segít a különálló modulok összekapcsolásában.
Tehát elméletük alapján a nyelv elsősorban két számosságért felelős rendszer összekapcsolásáért felel. Az egyik a tárgyfájl rendszer, mely kis számosságért felel (kis, de pontos számok reprezentálása), míg a másik pedig a mentális számegyenes rendszer, mely a nagy számosság reprezentálásában játszik szerepet (nagy, közelítő számosság reprezentálása, nem feltétlenül pontatlan rendszer). A nyelv segítségével a két rendszer mintegy kombinációjaként kifejezhetőek pontosan nagy számok is. A fentiekből adódóan e rendszer erősen nyelv függő, mely adott esetben jól magyarázná, hogy a főemlősök sem képesek 10 feletti számokkal való műveletekre, vagy azok megértésére. lásd még:
Állatok numerikus képességei
A szakirodalom alapján a nyelvi reprezentáció tehát szükséges komponense a numerikus gondolkodásnak és feladatoknak. A verbális reprezentációk alábbi tulajdonságait tekinthetjük kritikus pontnak a numerikus gondolkodás esetén:

### Diszkrét reprezentáció
A nyelvi reprezentáció a természetes számok pontos címkézését teszi lehetővé. Ebből kifolyólag szükséges, hogy olyan diszkrét reprezentációink legyenek, melyek független jelként hozzárendelhetőek a természetes számokhoz.

### Kombinatorikus
A hétköznapi életben nem okoz gondot összetett számok megértése. A helyi értékalapú számolási rendszer önmagában bonyolult lehet, de előfordulhat, hogy a nyelv kombinatorikus tulajdonsága miatt vagyunk képesek a helyi érték alapú gondolkodásra. A nyelv kombinatorikus tulajdonságát pedig a nyelvtan teheti lehetővé.

### Rekurzivitás
A rekurzió a nyelvészetben a szavak, frázisok és mondatok végtelen kombinálásának mechanizmusát jelenti. Hauser, Chomsky és Fitch (2002) pont e tulajdonságban látják, hogy az emberek képesek bonyolultabb számok megértésére, hogy pár szám megtanulása után képesek vagyunk általánosítani, tehát megérteni azt, hogy bizonyos értékeket, adott értékek követnek (a 11 a 12, azt a 13 és így tovább). Véleményük szerint ez különböztet meg minket emberszabású rokonainktól, kiknél a rekurzivitás képessége hiányzik, ebből kifolyólag képtelenek a számnevek általánosítására.
Ennek ellenére más kutatók a rekurzivitásnak nem tekintenek akkora szerepet, inkább a kombinatorikusságban látják a főemlősök hátrányát az emberrel szemben.

### Kompozicionalitás
A nyelv területfüggetlen modulként képes lehet arra, hogy más területspecifikus modulokat kössön össze (lásd fentebb.)

## Neuropszichológiai sérülések
Dehaene (2013) kutatásai alapján elmondható, hogy bizonyos neurológiai sérülések esetén, mikor a verbális képességek is sérülnek a pontos számolás képessége elvész. A betegek hozzávetőleges értékeket meg tudják állapítani és a közelítő számolásra is képesek az analóg mennyiség rendszer segítségével, mely szintén azt bizonyítja, hogy a verbális reprezentációknak nagy szerepe van a numerikus gondolkodásban.
lásd még: Numerikus képességek idegrendszeri alapjai

## Numerikus képességek nyelvi kód nélkül
Brazília őserdeiben élnek olyan törzsek, kiknek nincsenek vagy bizonyos értékig vannak számneveik (pl. mundurukúk, csak 5-ig rendelkeznek számnevekkel, de azokat se használják pontosan). Az ilyen esetekben az az érdekes, hogy ezen kultúrák tagjai nem használnak semmilyen nyelvi reprezentációt a számokra, azokat más alternatív módon például a testrészeiken reprezentálhatják, de ez se törvényszerű, hiszen a fent említett mundurukuk testrészeiket se használják számolás esetén. E speciális esetekkel történő kutatások során arra az eredményre jutottak a kutatók, hogy nyelvi reprezentáció hiányában, habár képesek a pontos számolásra (kis számok esetében), gyakran elakadnak a nagy számoknál és azok kezelése (egyszerű használat, vagy azokkal történő műveletek) nem hatékonyak. (Pica, Lemer, Izard & Dehaene, 2004)